# Mons Hadley Delta

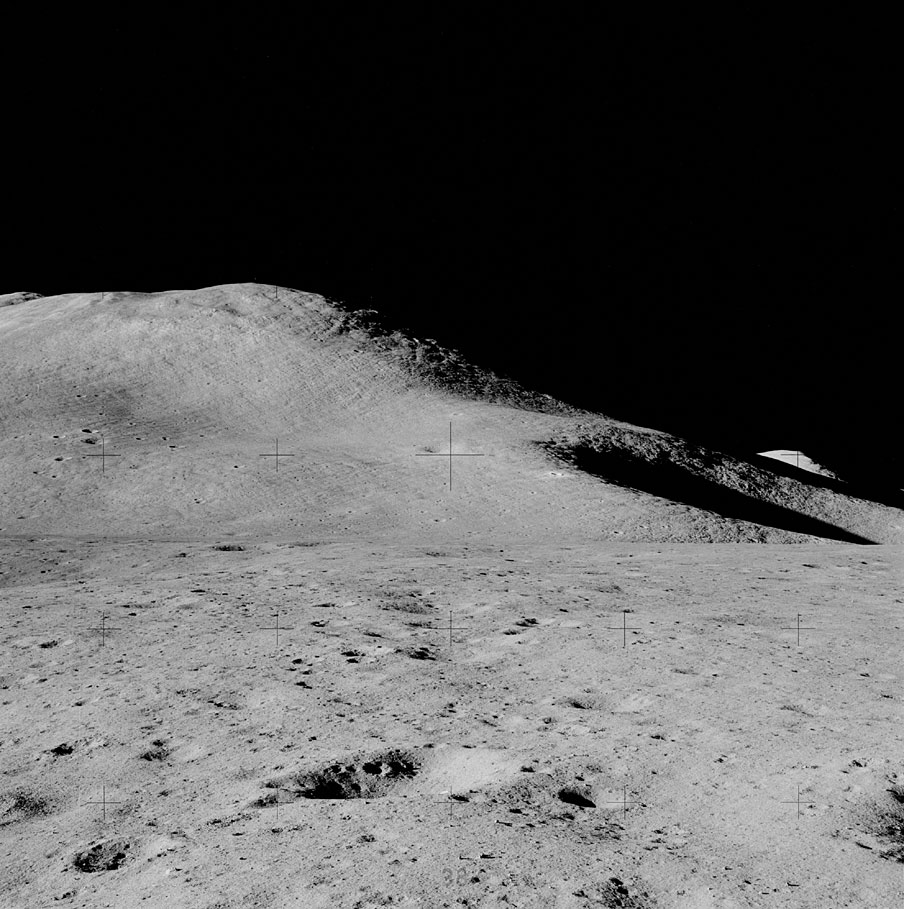
El monte Hadley Delta y el cráter St. George. Imagen tomada por Dave Scott durante un recorrido lunar de la misión Apolo 15 (30 de julio de 1971)

El Mons Hadley Delta (δ) es un macizo montañoso situado en la zona norte de los Montes Apenninus, una cordillera ubicada en el hemisferio norte de la Luna, adyacente al Mare Imbrium. Tiene una altura de 3.6 km por encima de las llanuras que se extienden al norte y al oeste de la montaña.
Al norte de esta montaña se localiza el valle que sirvió como lugar de aterrizaje del Apolo 15. Al nordeste de este valle se sitúa el Mons Hadley, una cumbre ligeramente más grande con una altura de aproximadamente 4.6 km. Al oeste de estas cumbres aparece una grieta sinuosa denominada Rima Hadley.

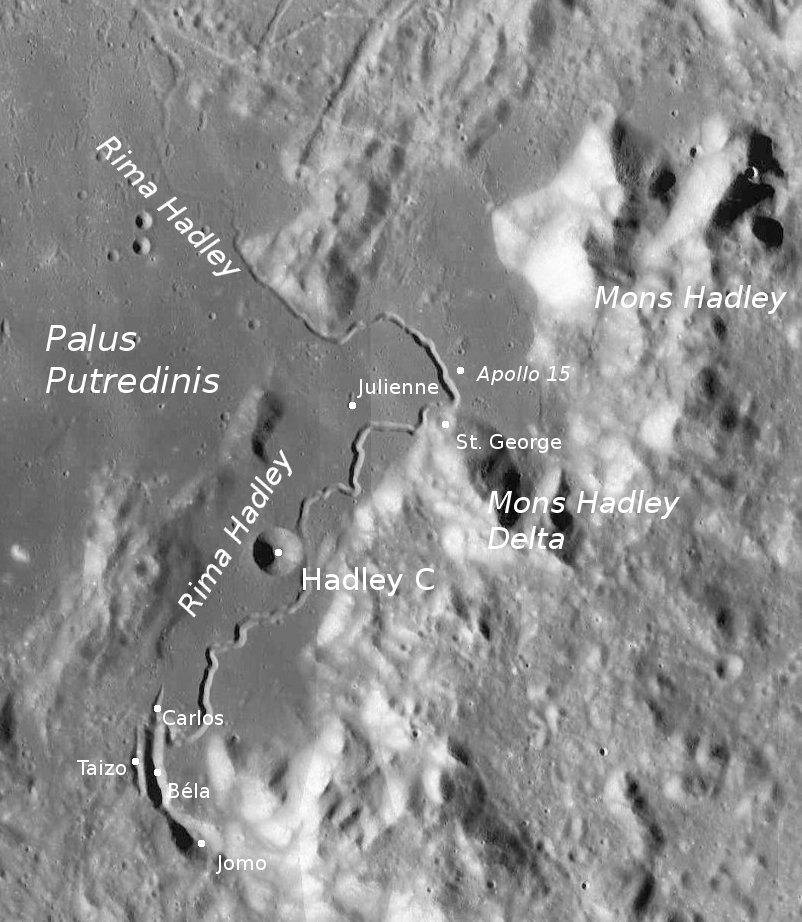
Entorno del Mons Hadley Delta

Todos estos elementos fueron nombrados en memoria del matemático y astrónomo británico John Hadley (1682-1744).
Los astronautas David Scott y James Irwin exploraron el pie de la pendiente norte del Mons Hadley Delta, donde recogieron varias muestras que después llevaron a la Tierra. La Estación 2 se situó cerca del cráter St. George, y las Estaciones 6, 6A, y 7 estaban junto al cráter Spur, también próximo a la montaña. En este último lugar encontraron la famosa "roca del Génesis" (muestra 15415), conteniendo un clasto de anortosita que probablemente puede formar parte de la corteza lunar primigenia.